# Miombo central et oriental
Le miombo central et oriental est une région écologique identifiée par le Fonds mondial pour la nature (WWF) comme faisant partie de la liste « Global 200 », c'est-à-dire considérée comme exceptionnelle au niveau biologique et prioritaire en matière de conservation. Elle regroupe trois écorégions terrestres d'Afrique centrale de type miombo :
- le miombo oriental (en) (AT0706)
- le miombo zambézien central
- les forêts claires zambéziennes à Baikiaea